# Поппалиярви
Поппалиярви — озеро на территории Костомукшского городского округа Республики Карелии.

## Общие сведения
Площадь озера — 1,6 км², площадь водосборного бассейна — 128 км². Располагается на высоте 164 метра над уровнем моря.
Форма озера продолговатая: оно вытянуто с запада на восток. Берега преимущественно каменисто-песчаные.
Рыбы: ряпушка, сиг, щука, плотва, налим, окунь, ёрш.
Через озеро протекает река Кенто, впадающая в озеро Юляярви, которое протокой сообщается с озером Алаярви. Воды из последнего через протоку Ельмане уже втекают в озеро Среднее Куйто.
В озере расположен один относительно крупный (по масштабам водоёма) остров Поппалисуари.
В 2002—2007 годах озеро использовалось для приёма сточных вод Костомукшского ГОКа.
Код объекта в государственном водном реестре — 02020000811102000004760.